# Batalha de Jamena (2008)
Batalha de Jamena teve inicio em 2 de fevereiro de 2008, quando as forças rebeldes chadianas que se opunham ao presidente do Chade, Idriss Déby, entraram em Jamena, capital do Chade, após um avanço de três dias pelo país. Os rebeldes foram inicialmente bem sucedidos, tomando uma grande parte da cidade e atacando o palácio presidencial fortemente defendido. Porém não conseguiriam capturar o palácio e, depois de dois dias de combates, retiraram-se da cidade. Cerca de dois dias depois, recuaram para o leste.
A incursão à capital foi parte de uma campanha militar de longa data para depor o presidente chadiano. O agrupamento dos rebeldes que lutavam contra o governo mudou durante a guerra: três grupos rebeldes formaram uma coalizão, o Comando Militar Único, e romperam o acordo de paz com o governo. O ataque envolveu cerca de 2.000 homens da União das Forças pela Democracia e Desenvolvimento (UFDD) liderada por Mahamat Nouri, da União das Forças pela Democracia e Desenvolvimento-Fundamental (UFDD-F) liderada por Abdelwahid Aboud Mackaye e Acheikh Ibn-Oumar, e da Reunião das Forças pela Mudança liderada por Timan Erdimi. Vários líderes da oposição política não envolvida com os rebeldes foram presos pelo governo.
Centenas morreram na batalha, que deslocou pelo menos 30.000 pessoas. As forças francesas evacuaram estrangeiros, mas também forneceram inteligência e munição para o Exército Nacional do Chade e esporadicamente trocaram fogo com rebeldes. Tropas do Movimento pela Justiça e Igualdade, um aliado do governo do Chade com base em Darfur, teriam tomado parte na batalha, mas muitos outros lutaram no leste do Chade, impedindo que os reforços rebeldes chegassem à cidade.